# Рева Леонід Павлович
Леонід Павлович Рева (народився 26 березня 1933, м. Лубни, Полтавська область, УРСР, СРСР) — радянський і український науковець і педагог. Професор кафедри технології цукристих речовин Національного університету харчових технологій. Доктор технічних наук (1982). 
В 1951 році закінчив Корюківську середню школу. У 1956 році закінчив факультет технології цукристих речовин Київського технологічного інституту харчової промисловості за фахом — інженер-технолог цукристих речовин.
У 1958—1961 рр. навчався в аспірантурі.
У 1977—1987 рр. — проректор з навчальної роботи у Київському технологічному інституті харчової промисловості.
З  1982 — професор кафедри технології цукристих речовин.
У 1982 р захистив кандидатську дисертацію на тему «Исследование  разложения  сахарозы при очистке и згущении сока» за спеціальністю «Технологія цукристих речовин», КТІХП.
У 1987—1997 рр. — завідувач кафедри технології цукристих речовин.
Підготував 22 кандидати технічних наук. Має понад 50 авторських свідоцтв та патентів, надрукував понад 500 наукових праць. Ветеран праці, відмінник освіти і науки України.
Ветеран праці, відмінник освіти і науки України. Нагороджений почесними грамотами МОН України, медаллю за винаходи «Прогресивний протитечійний переддефекатор».